# El Tesorero
El Tesorero es una localidad y un manantial ubicado en el ejido de Estación Yago, del municipio de Santiago Ixcuintla, Nayarit; (México). Este manantial, proporciona el agua que se consume en la ciudad de Santiago Ixcuintla y localidades aledañas. Se ubica al pie del Cerro del Tesorero, frente a la planicie del ejido de Estación Yago.
Su altitud es de 30 m s. n. m. Es muy frecuentado por sus aguas, y por el paisaje que proporciona el paraje.